# Pape Souaré
Pape N'Diaye Souaré (Mbao, 6 de junho de 1990) é um futebolista senegalês que atua como lateral-esquerdo. Atualmente defende o Crystal Palace.

## Carreira

### Clubes
Souaré jogou inicialmente pelos clubes Diambars, Lille II, Lille e Stade de Reims. Foi contratado pelo Crystal Palace em janeiro de 2015, num contrato de três anos.

## Carreira internacional
Fez sua estreia internacional por Senegal em 2012, num amistoso contra a África do Sul; também competiu nas Olimpíadas de Verão de 2012. Além disso, foi um dos convocados para a Copa Africana de Nações de 2015.